# Dictyoporthe
Dictyoporthe — рід грибів. Назва вперше опублікована 1955 року.

## Класифікація
До роду Dictyoporthe відносять 6 видів:
- Dictyoporthe acerophila
- Dictyoporthe ahmadii
- Dictyoporthe appendiculata
- Dictyoporthe bipapillata
- Dictyoporthe canadensis
- Dictyoporthe cinnamomi